# 카라마조프가의 형제들 (영화)
카라마조프가의 형제들(The Brothers Karamazov)은 미국에서 제작된 리처드 브룩스 감독의 1958년 드라마 영화이다. 표도르 도스토옙스키의 동명의 소설을 바탕으로 제작되었다. 율 브린너 등이 주연으로 출연하였고 팬드로 S. 버먼 등이 제작에 참여하였다.

## 출연

### 주연
- 율 브린너

### 조연
- 마리아 쉘
- 클레어 블룸
- 리J.콥

## 제작진
- 각색: 줄리어스 엡스타인
- 각색: 필립 G. 엡스타인
- 원작자: 표도르 도스토예프스키
- 협력프로듀서: 캐스린 히어포드
- 의상: 월터 플렁킷